# Голая правда (фильм, 1992)
«Голая правда» (англ. The Naked Truth) — американский фильм категории B, комедия. Премьера состоялась 3 мая 1993 года.

## Сюжет
В начале фильма двое сценаристов сбегают от бандитов. Им приходится переодеться женщинами, чтобы скрыться от киллеров в составе группы поддержки, с чем связано обилие абсурдных и комичных ситуаций.

## В ролях
- Роберт Казо — Фрэнс / Этель
- Кевин Шон — Фрэнк / Миррабэль
- Кортни Гиббс — Мисти Блю / Джоанна
- Херб Эдельман — Руперт Хесс
- Брайан Томпсон — Бруно
- М. Эммет Уолш — Гарсия
- Эрик Эстрада — Гонзалес
- Жа Жа Габор — стюардесса
- Бубба Смит — полицейский
- Билли Барти — посыльный
- Литтл Ричард